# Groß Pinnow
Groß Pinnow ist ein Ortsteil der Gemeinde Hohenselchow-Groß Pinnow im Landkreis Uckermark in Brandenburg. Am 26. Oktober 2003 wurden die bis dahin selbstständigen Gemeinden Hohenselchow und Groß Pinnow miteinander vereinigt.
Die B 2 verläuft drei Kilometer entfernt östlich, die Grenze zu Polen verläuft ebenfalls östlich, sechs Kilometer entfernt.

## Geschichte
Pinnow bildete bis 1939 eine Gemeinde im Kreis Randow in der preußischen Provinz Pommern, im Jahre 1933 zählte es 604 Einwohner. Bei der Auflösung des Kreises Randow im Jahre 1939 kam Pinnow zum Kreis Greifenhagen.
Nach dem Zweiten Weltkrieg lag Pinnow in der SBZ und später in der DDR. Es lag zunächst im neugebildeten Land Mecklenburg, wo es zum kurzzeitig wiederhergestellten Kreis Randow gehörte. Im Jahre 1950 wurde Pinnow in das Land Brandenburg umgegliedert, wo es zum Landkreis Angermünde kam. Da es im Landkreis Angermünde bereits eine andere Gemeinde namens Pinnow gab, wurde unser Pinnow durch Regierungsbeschluss in Groß Pinnow umbenannt.

## Baudenkmale

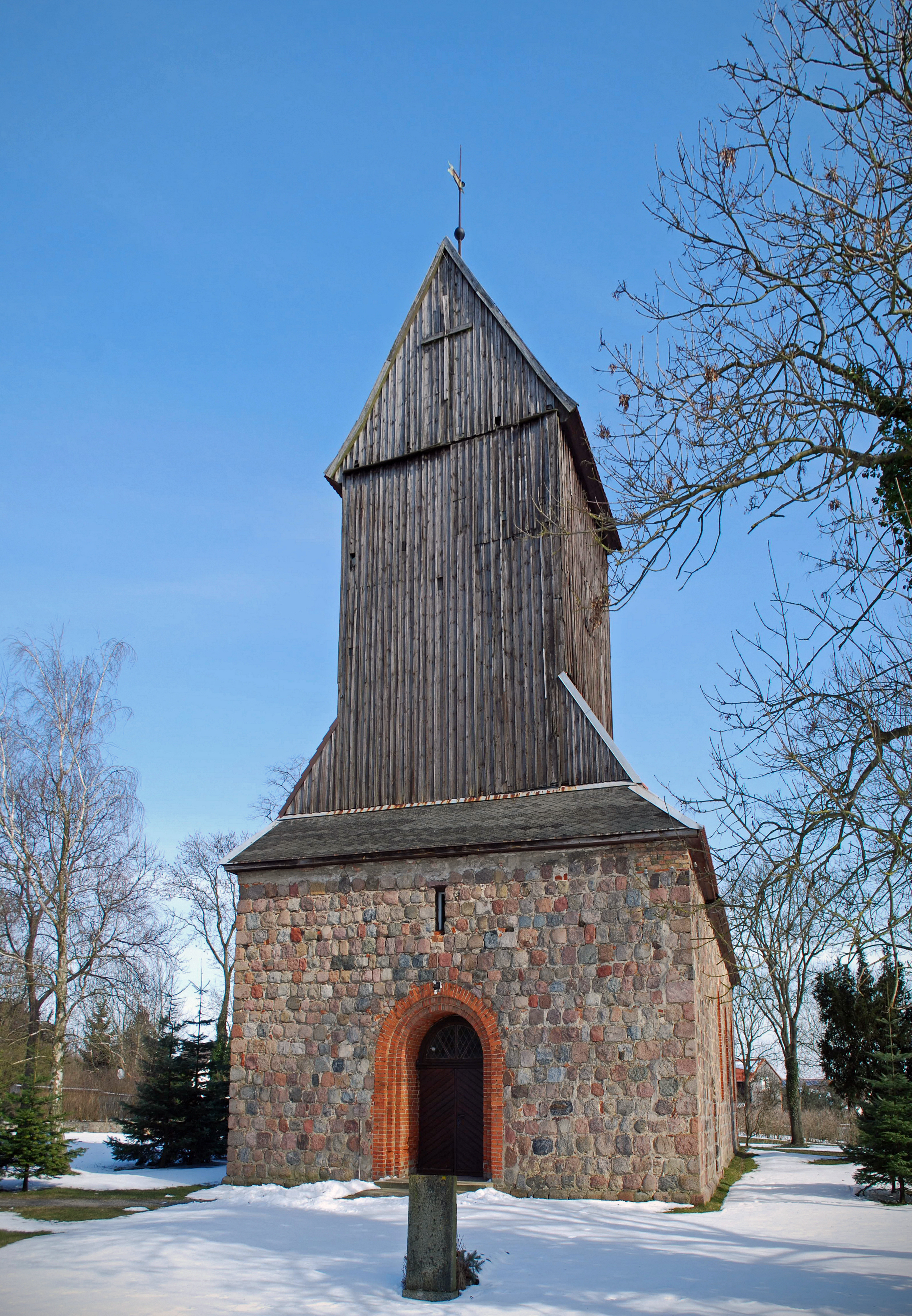
Kirche in Groß Pinnow

Die St.-Katharinen-Kirche in der Hohenselchower Straße wurde in der zweiten Hälfte des 13. Jahrhunderts erbaut. Der Turm der evangelischen Kirche stammt aus dem Jahr 1727 und das Altarretabel aus Holz wurde im Jahre 1756 erstellt.